# PayPhone
Payphone es una plataforma de pagos creada en Ecuador que permite cobrar y pagar con tarjetas de crédito y débito a través de un celular inteligente (smartphone). La información se almacena y procesa en la nube de Azure de Microsoft. 
Actualmente su centro de operaciones se encuentra en la ciudad de Cuenca en Ecuador, y tiene fuerza comercial en las ciudades de Quito y Guayaquil. Funciona en Ecuador, Nicaragua, Guatemala, El Salvador, Panamá, Honduras y Estados Unidos, y continúa expandiéndose mundialmente.
La compañía se creó en el 2015 para dar solución a empresas o personas que necesitan realizar cobros con tarjetas de crédito, que no podían acceder a una máquina POS; ganando así el Digital Bank Colombia, el evento de innovación financiera más grande de Latinoamérica.
La plataforma se ha ido actualizando acorde las necesidades de sus clientes, y en su última versión se implementó la opción de cobro y pago desde una misma cuenta de usuario, lo que hace que cualquier persona pueda recibir o enviar dinero de sus tarjetas de crédito o débito a través de la aplicación tan solo descargándola. 

## Funcionamiento
Para recibir o enviar pagos a través de PayPhone, los usuarios deben descargar la aplicación en su teléfono iOS o Android. A continuación, pueden enviar el monto deseado a otra persona o a un comercio registrado en PayPhone. La persona que recibe el dinero visualizará ese dinero en su balance PayPhone y lo puede transferir a su cuenta bancaria o utilizarlo para realizar pagos a otros usuarios dentro de la plataforma.

##### Cómo pagar
Para pagar a través de sus tarjetas de crédito o débito, el usuario debe registrar su tarjeta y activarla. Para ello deberá ingresar un código que el banco emisor envía al propietario de la tarjeta por SMS, correo electrónico los movimientos de tarjeta de crédito o débito que se pueden ver en banca electrónica. Se pueden registrar tarjetas Visa y Mastercard indiferentemente del banco emisor de estas. Cuando haya realizado este proceso, el usuario ya puede utilizar la plataforma para pagar a cualquier comercio o usuario registrado.

##### Cómo cobrar
Si una persona desea cobrar con PayPhone como empresa, debe registrarse en la página web, completar sus datos, logotipo e inmediatamente puede empezar a recibir cobros a través de la plataforma; puede cobrar desde la página web o desde la aplicación Business.

## Usos
Este método es una alternativa digital a otras formas de pago como transferencias, cheques, envíos internacionales. Funciona como un POS digital y puede ser utilizado por emprendedores, cadenas comerciales, profesionales, ECommerce, programadores, freelancers, coworkings, y cualquier persona particular en general que requiera enviar o recibir dinero.
PayPhone tiene las siguientes funcionalidades: 
- Pagos de persona a persona: PayPhone permite cobrar y pagar instantáneamente con el dinero cargado en el saldo o desde sus tarjeta de crédito o débito a cualquier persona.
- Pago a comercios: la opción Business permite a un comercio crear varias sucursales, usuarios o implementar un botón de pago en su página web. Además, con puede crear una tienda en PayPhone para que los clientes realicen pagos buscándolo por nombre o QR del comercio.
- Botón de pago: la implementación del botón es sencilla y segura y se adecúa a diferentes páginas web. En el botón de pagos, el usuario ingresa sus datos de tarjeta en caso de que no cuente con una cuenta Payphone o su número de celular en caso de que si tenga creada una cuenta, y desde su dispositivo móvil escoge la forma de pago y autoriza el pago con su contraseña, huella o con su rostro (El dispositivo debe tener reconocimiento facial). Esto permite que todos puedan pagar, sin necesidad de una cuenta Payphone.
- Links de pago masivos: La integración con el Api permite un control más directo sobre las transacciones dando la facilidad de poner fechas máximas de uso o limitar su consumo a una sola vez. Con el consumo del Api se puedee generar link personalizados, por ejemplo, para un colegio puede generar un link para cada alumno y llevar un control directo sobre los pagos de matrículas o pensiones.

## Seguridad
PayPhone tiene certificación de la norma de seguridad PCI DSS 3.2.1. y la información se encuentra encriptada en la nube Azure de Microsoft, lo que garantiza la seguridad del dinero y de la información, por ello ni siquiera el usuario puede ver sus datos completos de tarjeta en la aplicación. En caso de robo del teléfono todas las transacciones están protegidas por clave personal, huella digital o por FaceID. 
El dinero de cada cliente se encuentra en una cuenta fideicomisada del grupo Promérica y el saldo reporta al sistema bancario nacional e internacional. PayPhone es una plataforma legal, todo está ajustado  con las regulaciones de cada país.